# Eddie Cantor
Eddie Cantor, pseudonimo di Edward Israel Itzkowitz (New York, 31 gennaio 1892 – Beverly Hills, 10 ottobre 1964), è stato un comico, attore e sceneggiatore statunitense.
Fu star della radio e della prima TV.

## Biografia

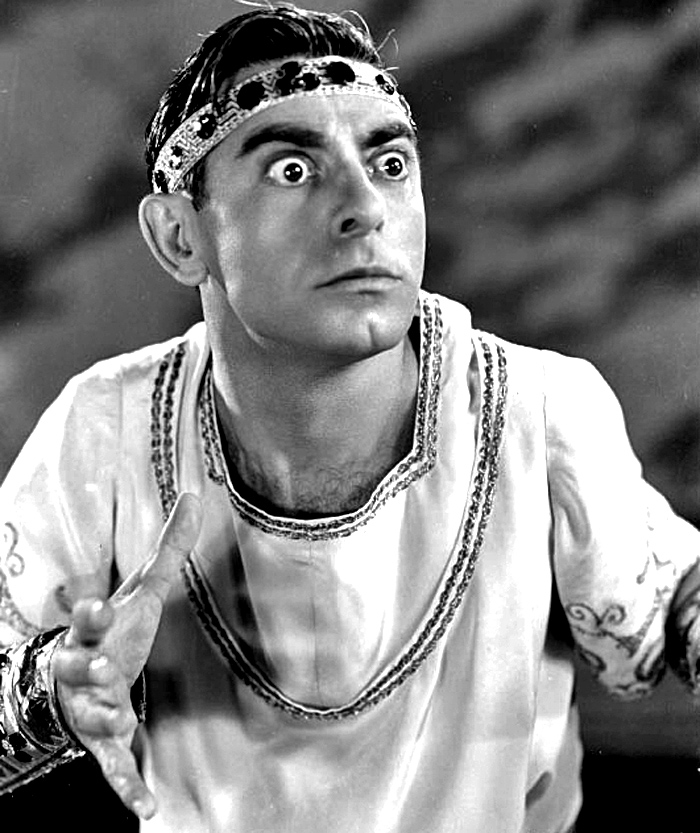
Cantor nel film Il museo degli scandali (1933)

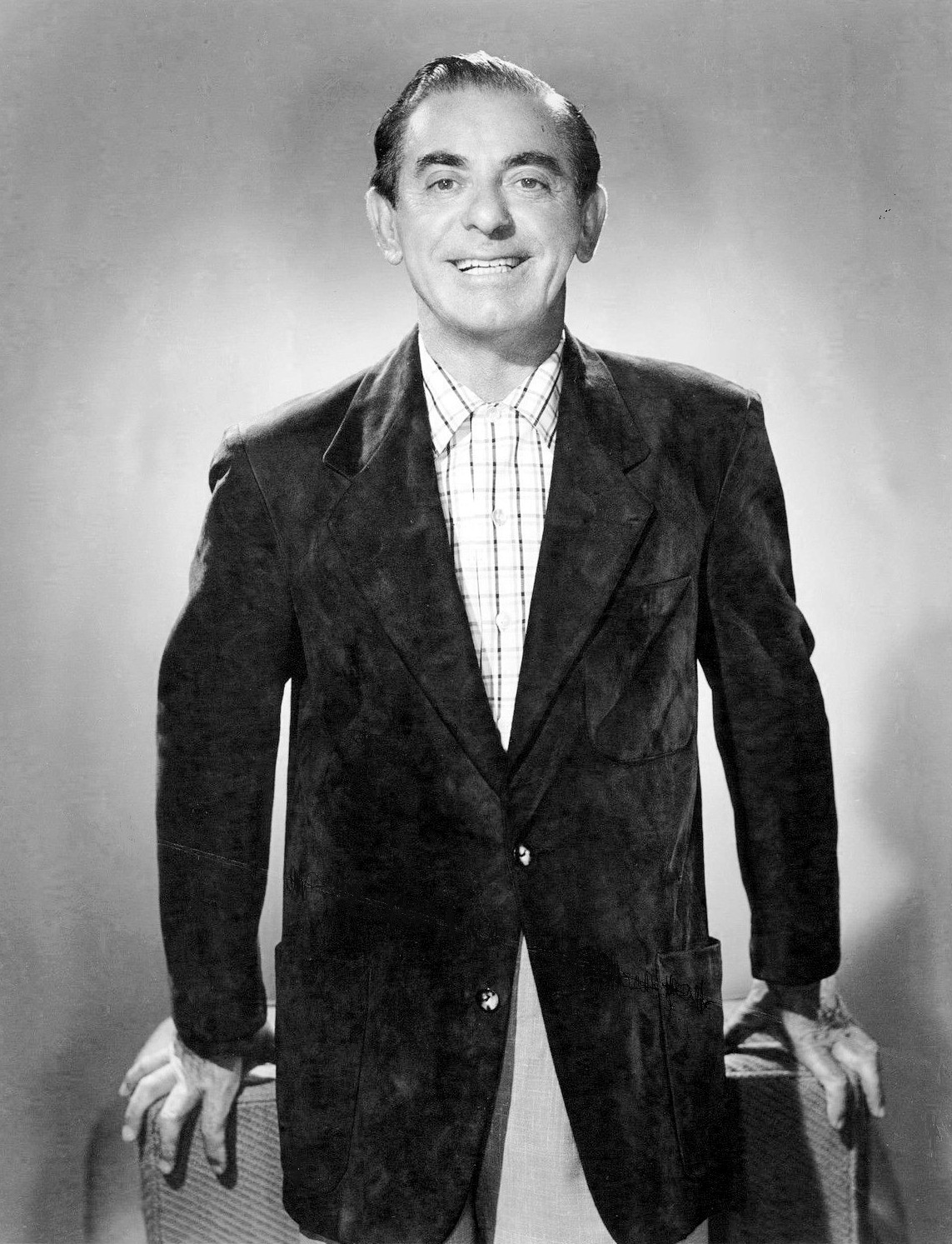
Eddie Cantor nel 1952

Figlio di un immigrato ebreo russo, a due anni Cantor rimase orfano di madre, che morì a causa di un cancro. Abbandonato dal padre, il bambino fu allevato dalla nonna Esther Kantrowitz, dalla quale, per un'incomprensione all'atto dell'iscrizione a scuola, prese il cognome, poi americanizzato in "Cantor". Adottò il nome "Eddie" nel 1903 in seguito all'incontro con Ida Tobias, che poi diventò sua moglie, e il cui desiderio era di avere un fidanzato di nome Eddie.
Cominciò giovanissimo a cantare in un saloon a Coney Island. Nel 1907 debuttò ufficialmente in teatro, e nel 1916 venne scritturato dal grande impresario Florenz Ziegfeld. Tra gli anni dieci e i venti Cantor divenne una star di Broadway, grazie alle sue spumeggianti doti di entertainer. I suoi successi teatrali includono celebri pièce come Kid Boots (1923) e Whoopee! (1928).
A partire dal 1930, con la sua interpretazione di Whoopee!, versione per lo schermo del suo successo teatrale, Cantor ottenne grandi consensi anche come comico cinematografico, apparendo in una serie di commedie musicali di successo, come Il re dell'arena (1932) e Il museo degli scandali (1933). Al contempo, insieme all'annunciatore Jimmy Wallingford e al violinista Dave Rubinoff, intraprese la conduzione del programma radiofonico di successo The Chase and Sanborn Hour, in onda dal 13 settembre 1931. Il pubblico lo adorava, tanto che nel 1934, quando Cantor incise la canzone natalizia Santa Claus Is Coming to Town, in un solo giorno il disco vendette 100 000 copie.
Negli anni quaranta Eddie Cantor continuò a lavorare in teatro e alla radio, e fu inoltre una delle prime grandi personalità dello spettacolo a lavorare in televisione. La sua apparizione nello show The Colgate Comedy Hour nel 1950, ebbe così successo che egli vi partecipò per ben quattro anni, come comico ed intrattenitore. Nella primavera del 1952, Cantor finì in un'improbabile controversia quando un giovane Sammy Davis Jr. apparve come artista ospite. Cantor abbracciò Davis e gli asciugò la fronte con il suo fazzoletto dopo la sua esibizione. Quando gli sponsor preoccupati portarono la NBC a minacciare la cancellazione dello show, la risposta di Cantor fu quella di scritturare Davis per altre due settimane. Cantor ebbe un infarto immediatamente dopo una puntata del Colgate Comedy Hour del settembre 1952, e da allora in poi ridusse le sue apparizioni fino all'abbandono del programma nel 1954.
Premiato nel 1956 con un Oscar alla carriera, Eddie Cantor morì nel 1964 a causa di un attacco cardiaco, all'età di settantadue anni. È sepolto presso l'Hillside Memorial Park, cimitero ebraico a Culver City, Los Angeles, California.

## Filmografia

### Cinema
- L'irresistibile (Kid Boots), regia di Frank Tuttle (1926)
- Il postino (Special Delivery), regia di Roscoe 'Fatty' Arbuckle (1927)
- That Party in Person, regia di Mort Blumenstock - cortometraggio (1929)
- Whoopee (Whoopee!), regia di Thornton Freeland (1930)
- Il re dei chiromanti (Palmy Days), regia di A. Edward Sutherland (1931)
- Il re dell'arena (The Kid from Spain), regia di Leo McCarey (1933)
- Il museo degli scandali (Roman Scandals), regia di Frank Tuttle (1933)
- Il tesoro dei faraoni (Kid Millions), regia di Roy del Ruth (1934)
- Coniglio o leone? (Strike Me Pink), regia di Norman Taurog (1936)
- Alì Babà va in città (Ali Baba Goes to Town), regia di David Butler (1937)
- Forty Little Mothers, regia di Busby Berkeley (1940)
- Varietà (Show Business), regia di Edwin L. Marin (1943)
- Ho baciato una stella (Hollywood Canteen), regia di Delmer Daves (1944)
- Tutti conoscono Susanna (If You Knew Susie), regia di Gordon Douglas (1948)
- The Story of Will Rogers, regia di Michael Curtiz (1952)
- The Eddie Cantor Story, regia di Alfred E. Green (1953)

### Televisione
- The Colgate Comedy Hour – serie TV, 44 episodi (1950-1954)
- Climax! – serie TV, episodio 2x23 (1956)

## Doppiatori italiani
- Mauro Zambuto in Ho baciato una stella

## Spettacoli teatrali (parziale)
- Ziegfeld Follies of 1917, regia di Ned Wayburn (New Amsterdam Theatre, 12 giugno 1917)
- Ziegfeld Follies of 1918, regia di Ned Wayburn (New Amsterdam Theatre, 18 giugno 1918 con Marilyn Miller, W. C. Fields, Doris Eaton e Nita Naldi)
- Ziegfeld Follies of 1919 di Irving Berlin, Dave Stamper e Harry Tierney (New Amsterdam Theatre, 16 giugno 1919 con la Miller e Billie Dovecon)
- Ziegfeld Follies of 1920 (New Amsterdam Theatre, 22 giugno 1920)
- Broadway Brevities of 1920 di Archie Gottler
- Make It Snappy di Jean Schwartz (Broadway, 13 aprile 1922 con J. Harold Murray)
- Ziegfeld Follies of 1923 di Victor Herbert, Louis Hirsch e Dave Stamper (New Amsterdam Theatre, 25 giugno 1923 con Fanny Brice, Ann Pennington, James J. Corbett, Paul Whiteman, Lina Basquette e Dolores Costello)
- il protagonista in Kid Boots di Harry Tierney (Broadway, 31 dicembre 1923 con Mary Eaton)
- Ziegfeld Follies of 1927 (Broadway, 16 agosto 1927-7 gennaio 1928)
- Kid Boots (Broadway, 31 dicembre 1923-21 febbraio 1925)
- Henry Williams in Whoopee! (New Amsterdam Theatre, 4 dicembre 1928)
- Earl Carroll's Sketch Book 1929 di Yip Harburg (Earl Carroll Theatre di New York, 1 luglio 1929)
- Erwin Trowbridge in  Banjo Eyes di Vernon Duke (Broadway, 25 dicembre 1941 con Lionel Stander)